# آلاتپه شرقی
آلا تپه شرقی در شهرستان همدان، بخش شراء، دهستان شور دشت، روستای آب‌انبار واقع شده و این اثر در تاریخ ۱۸ اسفند ۱۳۸۷ با شمارهٔ ثبت ۲۵۱۷۶ به‌عنوان یکی از آثار ملی ایران به ثبت رسیده است.